# Мікробіологія

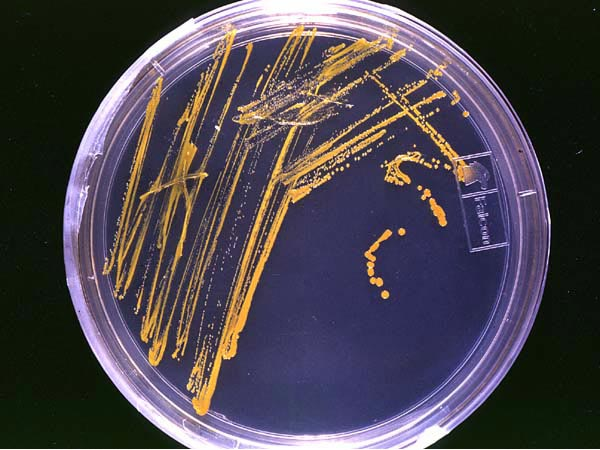
Мікроорганізми

Мікробіологія (від грецького μῑκρος, mīkros, «малий»; βίος , bios, «життя»; і -λογία , -logia, учення або поняття) — галузь біології, що вивчає одноклітинні, багатоклітинні та неклітинні мікроорганізми. Мікробіологія охоплює численні піддисципліни, включаючи вірусологію, бактеріологію, протистологію, мікологію, імунологію та паразитологію.
Еукаріотичні мікроорганізми мають мембранно-зв'язані органели і включають гриби та протистів, тоді як прокаріотичні організми — усі вони є мікроорганізмами — заведено класифікувати як непов'язані з мембраною органели та включають бактерії та археї. Мікробіологи традиційно покладалися на культуру, фарбування та мікроскопію. Однак менше 1 % мікроорганізмів, присутніх у звичайних середовищах, можна культивувати ізольовано за допомогою сучасних засобів. Мікробіологи часто покладаються на інструменти молекулярної біології, такі як ідентифікація на основі послідовності ДНК, наприклад, послідовність гена 16S рРНК, яку використовують для ідентифікації бактерій.

## Напрямки досліджень
Основні напрямки досліджень:
- Дослідження загальних закономірностей життєдіяльності всіх класів мікроорганізмів, їх систематики, генетики, молекулярної біології та фізіолого-біохімічних властивостей. Визначення ролі і значення мікроорганізмів у кругообігу речовин.
- Вивчення фундаментальних основ біологічної активності мікроорганізмів з метою її регуляції.
- Вивчення екології, систематики мікроорганізмів та виявлення видів і штамів для розроблення біотехнологічних процесів.
- Розроблення теоретичних основ одержання нових антибіотиків та інших біологічно активних речовин для боротьби з бактеріальними, грибковими й вірусними захворюваннями людини, тварин і рослин.
- Дослідження фізіології та систематики грибів, токсино- і антибіотикоутворення у ґрунтових, фітопатогенних та інших грибів.
- Вивчення ролі і значення мікроорганізмів у формуванні структури ґрунту, його родючості, в живленні рослин.

Методи і досягнення мікробіології збагатили багато розділів біології і сприяли їхньому розвиткові. Можливість швидко виростити величезні популяції мікробів і виявити серед них рідкісні варіанти (наприклад, мутантні й рекомбінантні форми) дозволила найдокладнішим чином досліджувати природу спадковості мікроорганізмів, аж до молекулярного рівня. Отримані дані про механізми спадкування були поширені на усі форми живого і лягли в основу генної інженерії.

## Історія науки
За кілька тисяч років до виникнення мікробіології як науки людина не знаючи про існування мікроорганізмів, широко застосовувала природні процеси, пов'язані з шумуванням, для приготування кумису та інших кисломолочних продуктів, отримання алкоголю, оцту, під час замочування льону.

### Донауковий етап розвитку
Люди здавна знали про багато процесів, що вспричинюються мікроорганізмами, проте не знали справжніх причин, які зумовлюють ці явища. Відсутність відомостей про природу таких явищ не заважало робити спостереження і навіть використовувати набір цих процесів у побуті. Низка філософів і натуралістів робили умовні висновки про причини тих чи інших явищ. При цьому найбільш близько до відкриття мікросвіту підійшов Джироламо Фракасторо (1478—1553), який припустив що інфекції спричинюють маленькі тільця, що передаються під час контакту і зберігаються на речах хворого. Хоча він у це судження покладав те, що ці тільця є хімічними елементами або фізичними атомістичними структурами. Однак, на той час неможливо було впевнитися в правильності його ідей, та поширення отримали зовсім інші гіпотези.
Бактеріальну природу інфекційних захворювань багато вчених продовжували відкидати і після революційних відкриттів Пастера і Коха. Так, 1892 року Макс Петтенкофер, впевнений в тому, що холеру спричинюють міазми, що виділяються довкіллям, і намагаючись довести свою правоту, проковтнув при свідках-медиках культуру холерних вібріонів і не захворів, тому що раніше перехворів, тож мав до холери імунітет.

### Описовий етап
Можливість вивчення мікроорганізмів виникла лише з розвитком оптичних приладів. Перший мікроскоп був створений ще 1610 року Галілеєм. 1665 року англійський учений енциклопедист Роберт Гук вперше побачив рослинні клітини. Однак 30 кратного збільшення його мікроскопа не вистачило щоби побачити найпростіших і тим більше бактерії. На думку українського вченого-мікробіолога В. Л. Омельянського «першим дослідником, перед здивованим поглядом якого відкрився … світ мікроорганізмів, був учений єзуїт Атанасій Кірхер (1601—1680), автор низки творів астрологічного характеру», проте зазвичай першовідкривачем мікросвіту називають Антоні ван Левенгука.

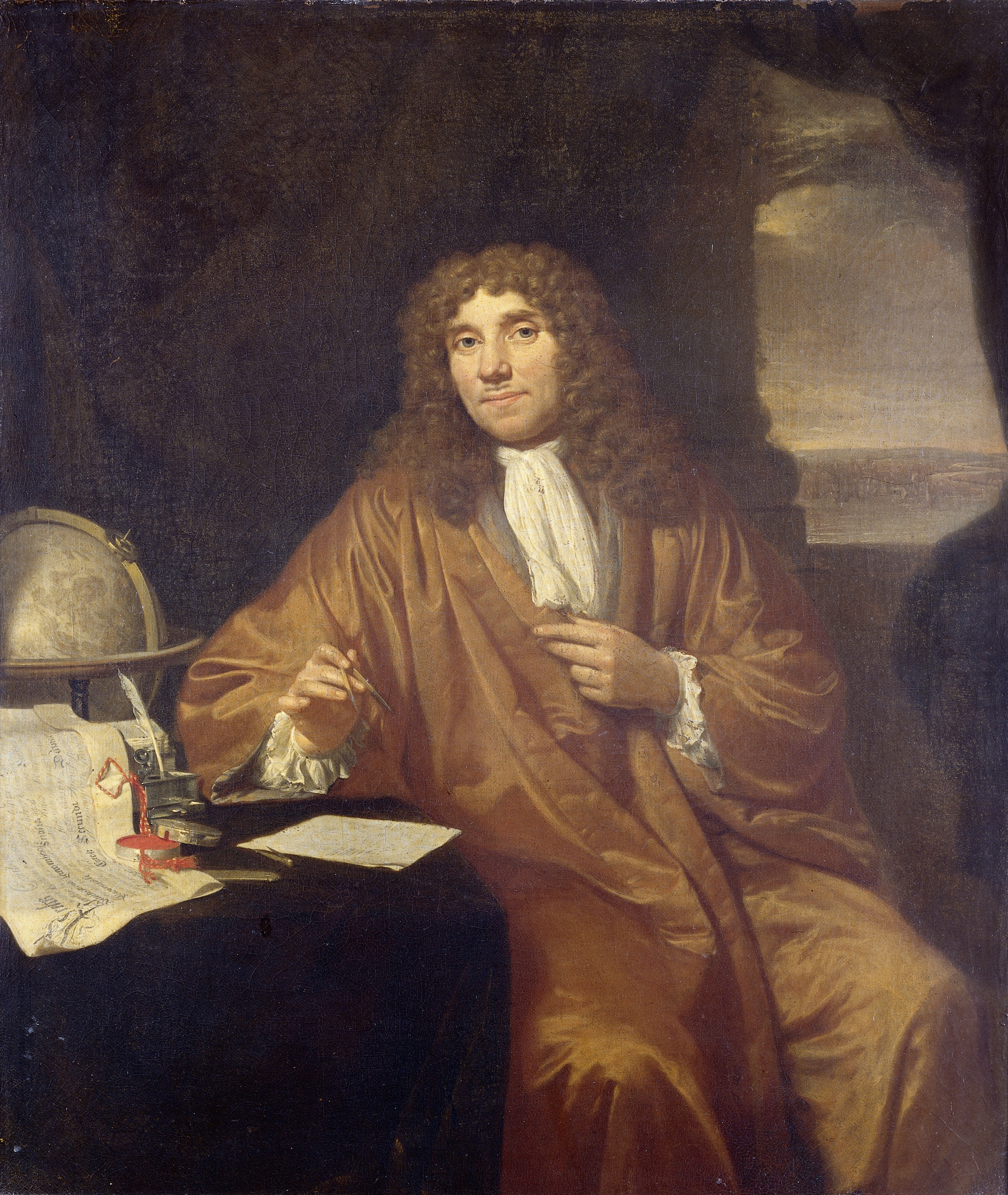
Антоні ван Левенгук

У своєму листі Лондонському Королівському товариству він повідомляє як 24 квітня 1676 року мікроскопіював краплю води і дає опис побачених там істот, у тому числі бактерій. Левенгук вважав виявлених ним мікроскопічних істот «дуже маленькими тваринами» і приписував їм ті ж особливості будови і поведінки, що і звичайним тваринам. Повсюдне поширення новини про цих «тварин» стало сенсацією не тільки в науковому світі. Левенгук показував свої досліди всім охочим, а 1698 року, його навіть відвідав молодий московський цар Петро I.
Між тим, наука в цілому ще не була готова до розуміння ролі мікроорганізмів у природі. Система теорій виникла тоді лише у фізиці. За часів Левенгука були відсутні уявлення про ключові процеси живої природи, так, незадовго до нього в 1648 році Ван Гельмонт, не маючи ніяких знань про фотосинтез, стверджував спираючись на власні досліди з вербою, що рослина бере живлення лише з дистильованої води, якою він її поливав. Більше того, навіть нежива матерія ще не була достатньо вивчена, склад атмосфери, потрібний для розуміння того ж фотосинтезу, буде визначено лише в 1766—1776 роках. Тому не дивно що «тваринам» Левенгука не знайшлося місця ніде, крім як у колекції курйозів.
Протягом наступних 100—150 років розвиток мікробіології проходив лише шляхом опису нових видів. Значну роль у вивченні різноманіття мікроорганізмів, зіграв данський натураліст Отто Фрідріх Мюллер, який до 1789 року описав і назвав згідно ліннеєвської біноміальної номенклатури, 379 різних видів. У цей час було зроблено і кілька цікавих відкриттів. Так, 1823 року була визначена причина «кровотечі» проскур — бактерія, названа Serratia marcescens (інша назва Monas prodigiosa). Також слід відзначити Крістіана Готтфріда Еренберга, який описав безліч пігментованих бактерій, перші залізобактерії, а також скелети найпростіших і діатомових водоростей в морських і лиманних відкладах, чим поклав початок мікропалеонтології. Саме він вперше пояснив забарвлення води Червоного моря розвитком у ній ціанобактерій Trichodesmium erythraeum. Він, однак, зараховував бактерій до найпростіших і розглядав їх слідом за Левенгуком як повноцінних тварин зі шлунком, кишкою і кінцівками.
У Російській імперії, одним з перших мікробіологів був польсько-український ботанік Л. С. Ценковський (1822—1887), який окреслив велику кількість найпростіших, водоростей і грибів і зробив висновок про відсутність різкої межі між рослинами і тваринами. Він також організував одну з перших Пастерівських станцій і запропонував вакцину проти сибірки.

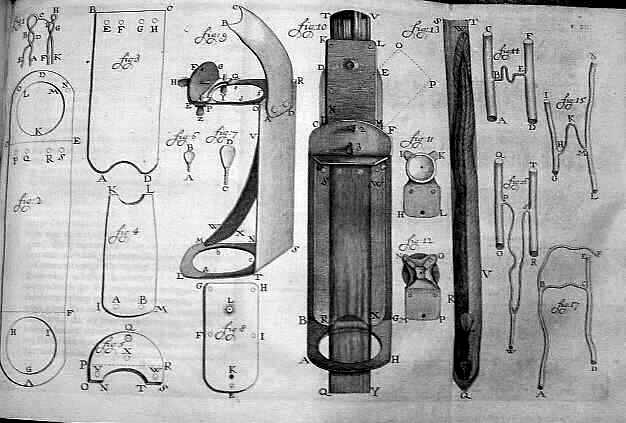
Мікроскопи Ван Левенгука

Висловлювалися в цей час і сміливі гіпотези — наприклад український лікар-епідеміолог Д. С. Самойлович (1744—1801) був переконаний в тому що хвороби спричинюють саме мікроорганізми, проте марно намагався побачити в мікроскоп збудника чуми — можливості оптики тоді ще не дозволяли це зробити. 1827 року, італієць А. Бассі виявив передавання хвороби шовковичного хробака при перенесенні мікроскопічного гриба. Ж. Л. Л. Бюффон і А. Л. Лавуазьє пов'язували шумування з дріжджами, однак загальноприйнятою залишалася чисто хімічна теорія цього процесу, сформульована в 1697 році Г. Е. Шталем. Для спиртового шумування, як для будь-якої реакції, Лавуазьє і Л. Ж. Гей-Люссак порахували стехіометричні співвідношення. У 1830-х роках Ш. Каньяр де Латур, Ф. Кютцинг і Т. Шванн незалежно один від одного спостерігали велику кількість мікроорганізмів в осаді й плівці на поверхні рідини, котра шумує, і пов'язали шумування з їхнім розвитком. Ці уявлення наштовхнулися, однак, на різку критику з боку таких значних хіміків як Фрідріх Велер, Йенс Якоб Берцеліус і Юстус Лібіх. Останній навіть написав анонімну статтю «Про розгадану таємницю спиртового шумування» (1839) — саркастичну пародію на мікробіологічні дослідження тих років.
Проте питання про причини шумування, тісно пов'язане з питанням про спонтанне самозародження життя, стало першим успішно вирішеним питанням про роль мікроорганізмів у природі.

### Золота доба мікробіології
1880-ті та 1890-ті роки ознаменувалися для мікробіології сплеском числа відкриттів. Багато в чому це було пов'язано з докладною розробкою методології. Перш за все тут слід відзначити внесок Роберта Коха, котрий створив наприкінці 1870-х — початку 1880-х низку нових методів і загальних принципів ведення дослідницької роботи. Пастер використовував для вирощування мікроорганізмів рідкі середовища, що містять всі елементи, що знаходяться в живих організмах. Рідкі середовища, однак, були недостатньо зручні. Так, складно було виділити колонію, яка походить від однієї живої клітини («чиста культура»), у зв'язку з чим можна було вивчати тільки збагачені самою природою культури. Лише 1883 року Е. Християном Гансеном було створено першу чисту культуру дріжджів, отриману методом висячої краплі. Тверді середовища вперше використовували для вивчення грибів, де потреба чистих культур також була обґрунтована. Стосовно бактерій, тверді середовища застосовував Кон у Вроцлаві взимку 1868 / 69 років, проте тільки в 1881 році Роберт Кох поклав початок широкому застосуванню желатинових і агарових пластинок. 1887 року, були введені в практику чашки Петрі.
Коху належать також знамениті постулати:
- збудник захворювання повинен регулярно виявлятися у хворої тварини чи людини;
- він повинен бути виділений у чистій культурі;
- виділений організм повинен спричиняти у піддослідних тварин ті ж симптоми, що й у хворої людини.

Також Кох впровадив методи забарвлення бактерій (раніше використані в ботаніці) і мікрофотографії.  Слідом за ним почався розвиток і збагачення методології, так 1884 року Ганс Крістіан Грам запропонував спосіб фарбування бактерій (фарбування за Грамом). С. Н. Виноградський в 1891, застосував перше елективне середовище для виділення бактерій[джерело?]. За наступні роки було описано більше видів ніж за весь попередній час, виділені збудники найнебезпечніших захворювань, виявлені нові процеси, вироблені бактеріями і невідомі в інших царствах природи.

#### Інфекційні захворювання
У вивченні життєдіяльності мікроорганізмів слід відзначити внесок Луї Пастера (1822—1895). Він же разом з Робертом Кохом (1843—1910) стоять біля витоків вчення про мікроорганізми як збудників захворювань.

#### Екологія мікроорганізмів
Екологічну роль і різноманіття мікробіологічних процесів показали Бейєрінк (1851—1931) і С. Н. Виноградський (1856—1953).

#### Відкриття вірусів
Слово «вірус» з'явилося 1599 року і спочатку означало «отрута».

### Технічна, або промислова, мікробіологія
Технічна мікробіологія вивчає мікроорганізми, використовувані у виробничих процесах задля отримання різних практично важливих речовин: харчових продуктів, етанолу, гліцерину, ацетону, органічних кислот тощо.
Величезний внесок у розвиток мікробіології внесли українські, російські й радянські вчені: І. І. Мечников (1845—1916), Д. І. Івановський (1863—1920), М. Ф. Гамалія (1859—1949), Л. С. Ценковський, С. Н. Виноградський, В. Л. Омелянський, Д. К. Заболотний (1866—1929), В. С. Буткевич, С. П. Костичев, М. Г. Холодний, В. Н. Шапошников, Н. А. Красильников, А. А. Ішменецький та інші.
Велика роль у розвитку технічної мікробіології належить С. П. Костичеву, С. Л. Іванову і А. І. Лебедєву, які вивчили хімізм процесу спиртового шумування, який спричинюють дріжджи. На підставі досліджень хімізму утворення органічних кислот міцеліальними грибами, проведеними В. Н. Костичевою і В. С. Буткевичем, 1930 року в Ленінграді було організовано виробництво лимонної кислоти. На основі вивчення закономірностей розвитку молочнокислих бактерій, здійсненого В. Н. Шапошниковим і А. Я. Мантейфель, на початку 1920-х років у колишньому СРСР, було організовано виробництво молочної кислоти, необхідної в медицині для лікування ослаблених і рахітичних дітей. В. Н. Шапошников та його учні розробили технологію отримання ацетону і бутилового спирту за допомогою бактерій, і 1934 року в Грозному був пущений перший в СРСР завод з випуску цих розчинників. Праці Я. Я. Нікітінського Ф. М. Чистякова поклали початок розвитку мікробіології консервного виробництва та холодильного зберігання швидкопсувних харчових продуктів. Завдяки роботам А. С. Корольова, А. Ф. Войткевич і їх учнів значний розвиток отримала мікробіологія молока та молочних продуктів.
Частиною технічної мікробіології є харчова мікробіологія, яка вивчає способи отримання харчових продуктів з використанням мікроорганізмів. Наприклад, дріжджі застосовують у виноробстві, пивоварінні, хлібопеченні, спиртовому виробництві; молочнокислі бактерії — у виробництві кисломолочних продуктів, сирів, для квашення овочів; оцтово-кислі бактерії — у виробництві оцту; міцеліальні гриби використовують для одержання лимонної та інших харчових органічних кислот тощо. Дотепер (XXI століття) виділилися спеціальні розділи харчової мікробіології: мікробіологія дріжджового і хлібопекарського виробництва, пивоварного виробництва, консервного виробництва, молока та молочних продуктів, оцту, м'ясних і рибних продуктів, маргарину тощо.

## Методи і цілі мікробіології
До методів дослідження будь-яких мікроорганізмів відносять:
- мікроскопічний метод: світловий, фазово-контрастний, темнопольний, флуоресцентний, електронний;
- культуральний метод (бактеріологічний, вірусологічний);
- біологічний метод (зараження лабораторних тварин з відтворенням інфекційного процесу на чутливих моделях;
- молекулярно-генетичний метод [ПЛР — полімеразна ланцюгова реакція, ДНК-і РНК-зонди та інші];
- серологічний метод — виявлення антигенів мікроорганізмів або антитіл до них;

Мета медичної мікробіології — глибоке вивчення структури і найважливіших біологічних властивостей патогенних мікробів, взаємини їх з організмом людини в певних умовах природного і соціального середовища, удосконалення методів мікробіологічної діагностики, розробка нових, ефективніших лікувальних і профілактичних препаратів, вирішення такої важливої проблеми, як усунення і попередження інфекційних хвороб.

## Зв'язок з іншими науками
За час існування мікробіології сформувалися загальна, технічна, сільськогосподарська, ветеринарна, медична та санітарна гілки.
- Загальна, вивчає найзагальніші закономірності, властиві кожній групі перелічених мікроорганізмів: структуру, метаболізм, генетику, екологію тощо.
- Технічна стосується розробки біотехнології синтезу мікроорганізмами біологічно активних речовин: білків, нуклеїнових кислот, антибіотиків, спиртів, ферментів, а також рідкісних неорганічних сполук.
- Сільськогосподарська досліджує роль мікроорганізмів у кругообігу речовин, використовує їх для синтезу добрив, боротьби зі шкідниками.
- Ветеринарна вивчає збудників захворювань тварин, методи діагностики, специфічної профілактики та етіотропного лікування, спрямованого на знищення збудника інфекції в організмі хворої тварини.
- Медична мікробіологія вивчає хвороботворні (патогенні) і умовно-патогенні для людини мікроорганізми, а також розробляє методи мікробіологічної діагностики, специфічної профілактики та етіотропного лікування спричинених ними інфекційних захворювань.
- Санітарна мікробіологія вивчає санітарно-мікробіологічний стан об'єктів довкілля, харчових продуктів і напоїв, і розробляє санітарно-мікробіологічні нормативи і методи індикації патогенних мікроорганізмів у різних об'єктах і продуктах [1].